# BEST TRACKS
『BEST TRACKS』（ベスト・トラックス）は九州男のベストアルバムである。2010年12月8日発売。発売元は日本クラウン。

## 概要
- 日本クラウンに在籍時に発表された楽曲を収録したベストアルバム。
- しかしこのアルバムは日本クラウンの独断でリリースされたものであり、これに対して自身は以下の問題点を挙げて「ただすでにあるものを入れただけ」と痛烈に批判した[1]。
  - 収録曲のほとんどが日本クラウンでリリースした1stアルバム『HB』と2ndアルバム『®』の中から選ばれている。
  - 一部の代表曲[2]が収録されていない。
  - 新曲や未発表曲、過去にリリースした楽曲のリミックスが収録されていない。
  - 特典が付属されていない。
  - 自身のロゴが別の人間が書いたものになっている。
- そのため自身の公式サイトのディスコグラフィにはこのアルバムだけ紹介されていない。
- 九州男は後にワーナーミュージックジャパンでベストアルバム『こいがBESTですばい』をリリース。そのリリース日に更新したブログの中でもこのアルバムに対して同様の批判をしたと共に「勝手にCDを出された時は本当に悔しかった」と語っている[3]。

## 収録曲
1. 1/6000000000 feat. C&K
1stシングル
2. music♪
1stアルバム『HB』収録。
3. New Birthday
1stアルバム『HB』収録。
4. dear mama
1stアルバム『HB』収録。
5. 少年⇒爾来〜やっと見つけた明日〜
1stアルバム『HB』収録。
6. 待ち合わせ。。feat. lecca
1stアルバム『HB』収録。
7. Come In Now! feat. 杉本恭一(LÄ-PPISCH)
1stアルバム『HB』収録。
8. 雲の上の君え(prologue)
1stアルバム『HB』収録。
9. 桜道 [album mix]
2ndシングルの1曲目
10. 地球の歩き方
2ndアルバム『®』収録。
11. Happy Drive
2ndアルバム『®』収録。
12. キミが居るなら…
2ndアルバム『®』収録。
13. 約束。。feat. HOME MADE 家族
2ndアルバム『®』収録。
14. 雲の上の君と(epilogue) [album mix]
2ndシングルの2曲目